# Nedinoschiza pinguis
Nedinoschiza pinguis är en stekelart som beskrevs av Papp 1998. Nedinoschiza pinguis ingår i släktet Nedinoschiza och familjen bracksteklar. Inga underarter finns listade i Catalogue of Life.